# Vrbové
Vrbové (njem. Werbau, mađ. Verbó) je grad u zapadnoj Slovačkoj u Trnavskom kraju upravno pripada Okrugu Piešťany.

## Povijest
Današnji je grad vrlo staro naselje. U slavenskim jezicima ime grada znači vrba. Prvi pisani spomen grada datira iz 1332. kad je postojao u sklopu dvorca Čachtice. Status grada dobio je 1437. Osmanlije su 1599. osvojili i opustošili grad.  Grad je bio poznat po velikoj židovskoj zajednici. Glavne znamenitosti grada su gotička crkva iz 1397., luteranska crkva iz 1928. – 1929. (sagrađena na mjestu starije protestantske crkve iz 1784.), barokna kurija iz 17. stoljeća, sinagoga iz 1883. te moderna Crkva sv. Gorazda.

## Stanovništvo
| Godina:     | 1993. | 2003.   | 2013.   | 2023.   |
| ----------- | ----- | ------- | ------- | ------- |
| Broj ljudi: | 6524  | 6301    | 6122    | 5597    |
| Razlika:    |       | -3,41 % | -2,84 % | -8,57 % |

| Godina:     | 2022. | 2023.   |
| ----------- | ----- | ------- |
| Broj ljudi: | 5637  | 5597    |
| Razlika:    |       | -0,70 % |

Po popisu stanovništva iz 2021. godine grad je imao 5.739 stanovnika. Po popisu stanovništva u gradu živi najviše Slovaka.
- Slovaci – 95,84 %
- Česi – 0,35 %
- Mađari – 0,1 %

Prema vjeroispovijesti najviše je rimokatolika 58,74 %, ateista 26,4 % i luterana 7,63 %.

## Vanjske poveznice
- Službena stranica grada

### Ostali projekti
|  | Zajednički poslužitelj ima još gradiva o temi Vrbové |